# Bagsværds kyrka

Bagsværds kyrka (danska: Bagsværd Kirke) är en kyrka som ligger i Bagsværd, Nordsjälland, Danmark och tillhör Helsingörs stift. 
Byggnaden ritades av arkitekten Jørn Utzon och uppfördes 1973–1976. Exteriören påminner om en lager- eller industribyggnad med enkla rätblocksvolymer och med en fasad i vit betong och aluminium. Interiören kontrasterar däremot med ett organiskt format innertak som böljar fram i kyrkorummet och skapar ett intrikat ljusspel. Detta innertak, gjort som en skalkonstruktion i betong, stöttar den yttre strukturen.